# Melasův maďal
Památný Melasův maďal (jírovec maďal – Aesculus hippocastanum) roste v městečku Týnec nad Labem u památníku obětem válek mezi farou a školou „Na stráni“.
- výška stromu je asi 16 m
- obvod kmene je asi 250 cm

Zdravotní stav stromu je dobrý, je třeba provádět ošetření proti klíněnce jírovcové